# Powell Point
Der Powell Point ist eine Landspitze an der Ingrid-Christensen-Küste des ostantarktischen Prinzessin-Elisabeth-Lands. Im Gebiet der Vestfoldberge markiert sie an der Nordseite der Breidnes-Halbinsel die südliche Begrenzung der Einfahrt zum Langnes-Fjord.
Das Antarctic Names Committee of Australia benannte sie 1973 nach Owen G. Powell, Wetterbeobachter auf der Davis-Station im Jahr 1970.